# Соратники Єгу
«Сора́тники Є́гу» (фр. «Les Compagnons de Jéhu») — історичний роман французького письменника  Александра Дюма (батька), написаний  у 1857 році. В романі висвітлено події 1799—1800 років, коли відбувалось становлення диктатури Наполеона на тлі боротьби роялістських сил проти французьких революціонерів.

## Історія й етимологія
Історію написання «Соратників Єгу» Александр Дюма виклав у «Зверненні до читача» на початку твору. В цьому розділі автор пояснює, що 1856 року до нього звернувся видавець «Газети для всіх» Жюль Сімон із пропозицією написати роман-фейлетон. Після робочої поїздки до Варенна письменника несподівано покинуло творче натхнення. У розмові з сином — теж Александром Дюма — батько згадав про історію, надруковану його другом Шарлем Нодьє. Син порадив використати саме її для побудови сюжету майбутнього роману, після чого батько відвідав з одноденним робочим візитом місто Бурк. Там він зібрав архівні дані, випередивши за обізнаністю місцевого суддю-історика. Зібрані ним описи місць, подій і дійових осіб він використав у романі, який таким чином набув особливої історичної достовірності, хоча і не став суто біографічним.
Назва роману походить від імені біблійного персонажа Єгу. Це був воєначальник, який за порадою пророка Єлисея скинув ненависного царя Ахава, посівши престол Їзраїля замість нього. В історії Франції соратниками Єгу називали роялістів, які за часів республіки намагались повернути трон нащадку страченого короля Людовику XVIII.

## Сюжет

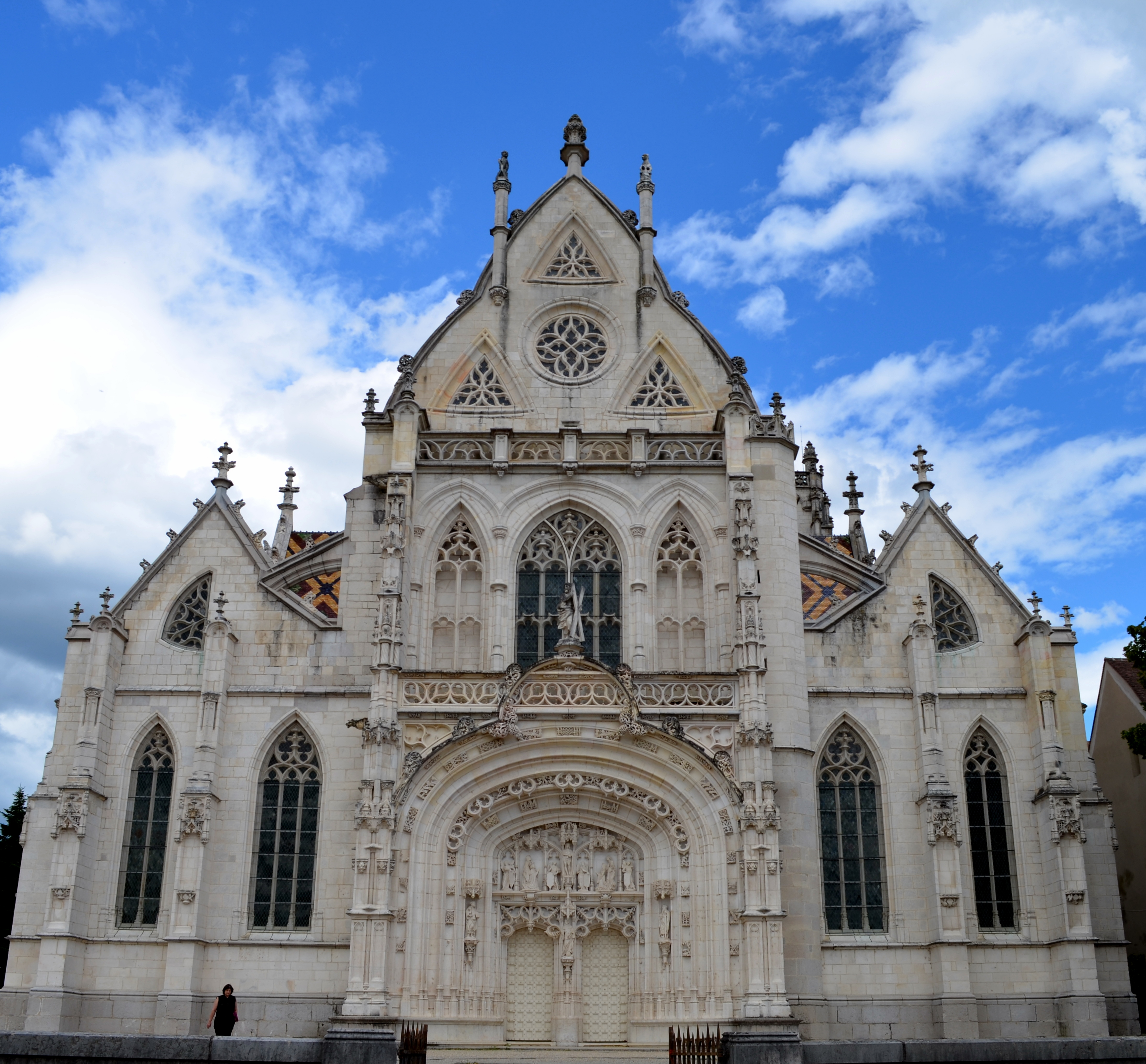
Церква в Бру фігурує у різних частинах роману. Цей шедевр полум'яної готики до сьогодні зберіг свій первісний вигляд.

Мешканці Авіньйона радо вітали Велику французьку революцію, однак її початок у місті виявився надто жорстоким. Після кривавих подій жителі півдня Франції почали потай співчувати роялістським силам. Восени 1799 року за столом на поштовій станції зустрілися подорожуючі. Торговець вином розповів як напередодні став жертвою пограбування диліжансу, який віз державні гроші. На нього напали «соратники Єгу» — добре організована група роялістів, що грабунком виключно державної скарбниці видобувають кошти на озброєння повстанців у Вандеї і Бретані. Під час обіду до їдальні вривається ватажок соратників Єгу на прізвисько Морган і повертає випадково поцуплені гроші виноторговця їх власникові.
Після цього візиту між двома присутніми виникає суперечка через те, чи вважати пана в масці благородним, чи просто злодієм. Ролан, який вважає Моргана злодієм, вбиває на дуелі свого опонента, причому його секундантом виступає англієць Джон Танлей. Разом зі своїм новим другом Ролан приїздить до власного маєтку, де англієць закохується в його сестру Амелі. Вона ж таємно зустрічається з Морганом, який потай опікується «шурином». Організувавши засідку на роялістів в покинутому поблизу замка монастирі, Ролан залишається живим, а його друга ледь не страчують через спробу дізнатися таємницю заколотників. Він лише чудом виживає.
Ролан від'їздить на службу до Бонапарта. Його мати і менший брат Едуард також вирушають до Парижа, але під час подорожі зазнають нападу соратників Єгу. Тих цікавлять лише державні гроші, однак Едуард пробує опиратися, стріляючи з пістолетів. Бачачи це, його мати непритомніє, а «грабіжник» повертає її до тями, при цьому гублячи свою маску.
Не відаючи про ці події, Ролан вирушає на полювання за соратниками Єгу, але сам зазнає пограбування. Бонапарт же віддає його сестру за лорда Танлея. Амелі, порадившись з Морганом, удавано погоджується на шлюб, однак відкладає весілля на невизначений час.
Розлючений останньою невдачею, Ролан за допомогою військових арештовує соратників Єгу. Втім, у суді проти них не вистачає доказів, адже вони завжди грабували в масках і під псевдонімами. Проти заколотників не свідчить навіть роланова мати, яка вдячна Моргану за проявлене до неї та її сина милосердя. Коли виправдання здається неминучим, суддя хитрістю змушує мати Ролана впізнати Моргана. Це прирікає ватажка і трьох його товаришів до ганебного гільйотинування. Щоб врятувати коханого від ганьби, Амелі потай приносить до в'язниці зброю. У день страти соратники Єгу чинять самогубство. Невдовзі Амелі помирає від розпуки. На смертному одрі вона зізнається Ролану в коханні до Моргана. Той, в свою чергу, шукає смерті на полі битви і героїчно гине.

## Персонажі
Ролан — вигадана постать, ад'ютант Бонапарта. В «Соратниках Єгу» показаний молодим, мужнім, але засмученим чоловіком, який відкрито прагне смерті та уникає шлюбу. Прагнення смерті він пояснює наявною в нього хворобою («аневризмом»), втім читачу відразу стає зрозуміло, що це лише відмовка. Про справжню причину такої поведінки ніхто з героїв роману не здогадується, але в передмові Александр Дюма натякає, що Ролан схожий своєю бідою на П'єра Абеляра, який, як відомо, зазнав кастрації.
Морган — вигадана постать, ватажок соратників Єгу. Показаний мужнім, безстрашним і нескінченно відданим як королю, так і друзям, заради яких жертвує можливістю щасливо врятуватись з коханою. Водночас, така відданість абстрактним ідеям робить цю постать дещо штучною.
Бонапарт — реальна історична постать, виведена в романі у переломний момент французької історії. В «Соратниках Єгу» майбутній Наполеон показаний якраз в той період життя, коли він, здобувши блискучі перемоги на полях битв, у славі повертається до Парижа, де задумує і поступово втілює план захоплення абсолютної влади. Письменнику вдалося показати непростий характер цієї людини, дещо ідеалізувавши юнацькі роки Наполеона.
Амелі — вигадана постать, кохана Моргана і сестра Ролана. Хоча за місцем у сюжеті вона належить до головних героїв, однак виписана поверхово. Постать Амелі слугує лише для зв'язування різних сюжетних ліній, вона не є вузловою.
Джон Танлей — вигаданий англійський лорд. В цій постаті, попри її другорядність, письменнику вдалося відтворити типові риси англійців, зокрема такі як бездоганне почуття честі, тактовність, стриманість, мужність, а тому постать лорда Танлея виглядає дуже переконливою.